# Brachygonia puella
Brachygonia puella is een libellensoort uit de familie van de korenbouten (Libellulidae), onderorde echte libellen (Anisoptera).
De wetenschappelijke naam Brachygonia puella is voor het eerst geldig gepubliceerd in 1937 door Lieftinck.